# Xanthoparmelia lesothoensis
Xanthoparmelia lesothoensis är en lavart som beskrevs av Hale. Xanthoparmelia lesothoensis ingår i släktet Xanthoparmelia och familjen Parmeliaceae.   Inga underarter finns listade i Catalogue of Life.